# Stato maggiore della Marina Militare
Lo Stato maggiore della Marina (abbreviato con la sigla SMM, chiamato correntemente dai marinai con la sigla telegrafica 'MARISTAT') è l'alto comando della Marina Militare preposto alla pianificazione degli obiettivi e dei programmi strategici della forza armata; il braccio operativo è il CINCNAV, Comando in Capo della Squadra Navale; è situato presso il Palazzo Marina, sede del Ministero della Difesa - Marina, Lungotevere delle Navi a Roma. 
Lo Stato maggiore è anche editore dei mensili Rivista Marittima e Notiziario della Marina.

## Compiti e funzioni
Con la creazione della figura del capo di stato maggiore della difesa e dello stato maggiore della difesa struttura di direzione e pianificazione interforze ad esso sottoposta, lo SMM, come gli Stati maggiori delle altre Forze armate, è stato pesantemente ridimensionato nelle funzioni e nelle strutture affidando gran parte dei suoi precedenti compiti al nuovo organismo interforze, oltre ad aver devoluto parte dei suoi compiti agli Enti da esso dipendente.
I suoi compiti principali attualmente sono di studio, ricerca, sviluppo e indirizzo generale, pur lasciando le decisioni strategiche allo stato maggiore della difesa e ai suoi reparti.

## Struttura

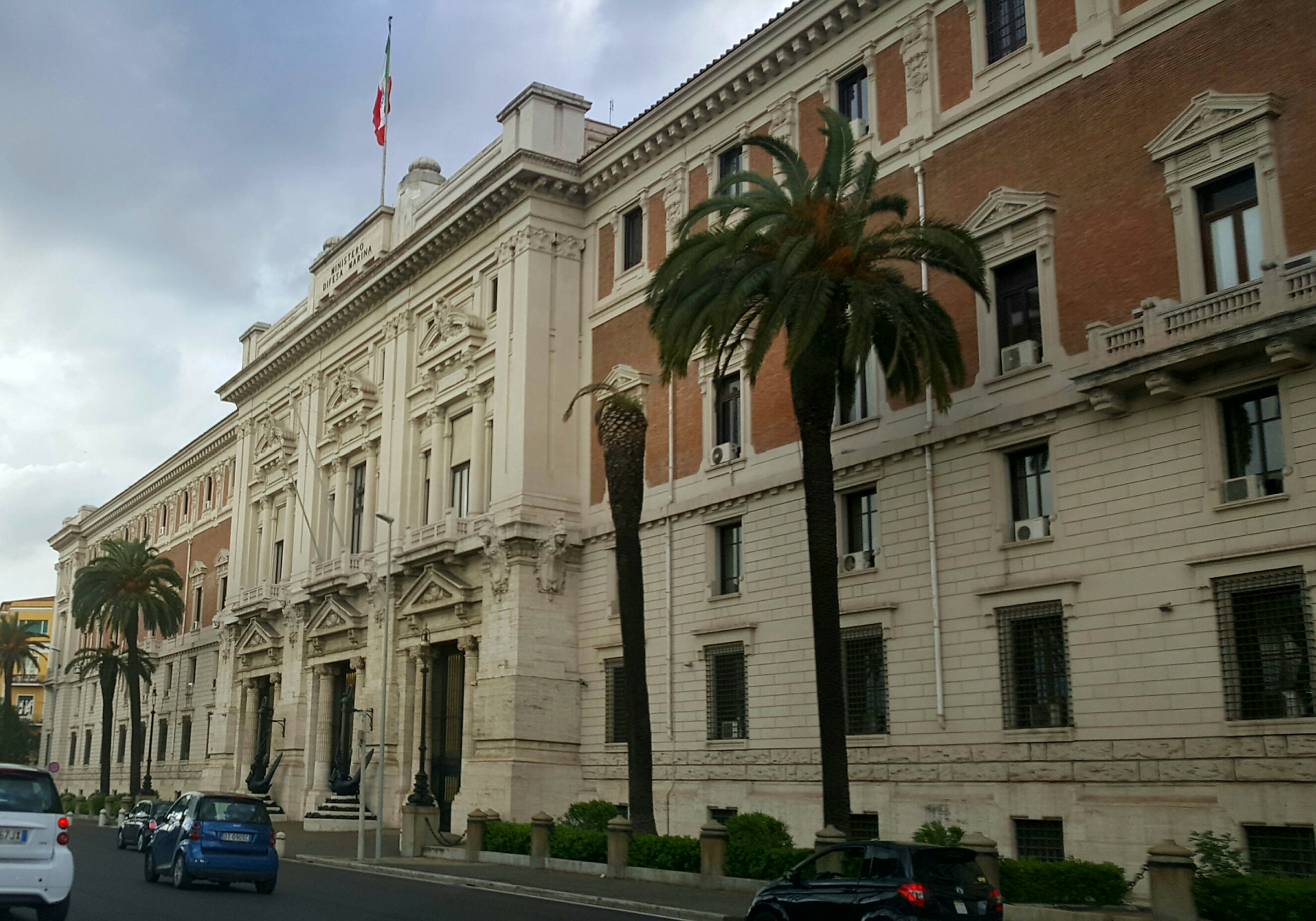
Palazzo Marina sede dello Stato maggiore della Marina.

Lo Stato maggiore è alle dirette dipendenze del Capo di stato maggiore.
A capo dello Stato Maggiore è posto il "Sottocapo di stato maggiore", ruolo solitamente ricoperto da un ammiraglio di squadra.
Per adempiere i propri obiettivi istituzionali, lo SMM si avvale di:
- 7 Reparti: personale, pianificazione, infrastrutture, sommergibili, aeromobili, studi progetti e mezzi militari, logistica
- 3 Uffici: affari giuridici e contenzioso, pianificazione e programmazione finanziaria, affari generali e relazioni esterne
- 2 Ispettorati: isp.per il supporto logistico e i fari, isp.di sanità MM (l'ufficio dell'Ispettore dell'aviazione per la Marina era inserito nello SMM, dopo la riforma dei vertici è stato posto alle dirette dipendenze del Capo di Stato Maggiore della Marina)
- 7 Uffici e ispettorati vari: ufficio generale del personale, ispettorato scuole della MM, ufficio di coordinamento della vigilanza, ufficio per la comunicazione, ufficio generale del centro di responsabilità amministrativa, Comando Carabinieri per la Marina, Ente circoli.

## Onorificenze
Lo Stato Maggiore della Marina è insignito di: